# (16552) Sawamura
Pour les articles homonymes, voir Sawamura.
(16552) Sawamura est un astéroïde de la ceinture principale.

## Description
(16552) Sawamura est un astéroïde de la ceinture principale. Il fut découvert le 16 septembre 1991 à Kitami par Kin Endate et Kazuro Watanabe. Il présente une orbite caractérisée par un demi-grand axe de 2,42 UA, une excentricité de 0,13 et une inclinaison de 2,5° par rapport à l'écliptique.

## Compléments